# 100 добрих вчинків Едді МакДауда
«100 до́брих вчи́нків Е́дді МакДа́уда» — американський комедійний сімейний телесеріал, що демонструвався на каналі Nickelodeon з 1999 по 2002 рік.

## Сюжет
Головний герой — сімнадцятирічний Едді Макдауд, шкільний розбишака, якого за його поведінку покарав чаклун. Той перетворив Едді на собаку (напів- австралійська вівчарка, напів- сибірський хаскі). Єдиний, хто може чути голос Едді — Джастін Тейлор, якого МакДауд ображав у школі. Едді знову зможе перетворитися на людину лише тоді, коли зробить 100 гарних вчинків, і Джастін допомагатиме йому в цьому.

## У головних ролях
- Едді МакДауд — Джейсон Дорінг (у людській подобі), Сет Грін (озвучування першого сезону), Джейсон Герві (озвучування другого сезону)
- Саріффа Чанг — Бренда Сонг
- Джайстін Тейлор — Брендон Гілберштадт
- Чаклун — Річард Молл
- Ґвен Тейлор — Морган Кіббі

## Українське двоголосе закадрове озвучення
Українською мовою серіал озвучено телекомпанією «Новий канал» у 2003—2004 роках. Ролі озвучували: Олег Лепенець та Лідія Муращенко.